# Adoretus convexus
Adoretus convexus är en skalbaggsart som beskrevs av Hermann Burmeister 1855. Adoretus convexus ingår i släktet Adoretus och familjen Rutelidae. Inga underarter finns listade i Catalogue of Life.